# Amiens-i Szent Salvius
Amiens-i Szent Salvius (franciául: Sauve d'Amiens), (Amiens, ? – Amiens, 615/620 körül) szentként tisztelt kora középkori frank püspök.
Egyszerű frank szerzetes volt, és legendája szerint egy csoda kapcsán választották meg Amiens püspökévé. A legenda szerint szentül töltött élet után elhunyt, és szerzetestársai felravatalozták a holttestét, majd éjjel a ravatal körül virrasztottak. Reggel nagy robajjal kinyílt a koporsó, és Salvius mintegy álomból ébredve nézett ki belőle. Elmesélte a szerzeteseknek, hogy valóban útban volt a másvilág felé, de Isten visszaküldte, hogy tovább szolgáljon a földön még. A csodás élmény hatására választották meg társai szerzetesnek.
Salvius püspökként és kegyes, a szegények iránt irgalmas életet folytatott, és a hagyomány szerint sok csodát tett. 615/620 körül hunyt el, az egyház szentként tiszteli, és január 11-én üli az ünnepét.